# Hubert Riedel

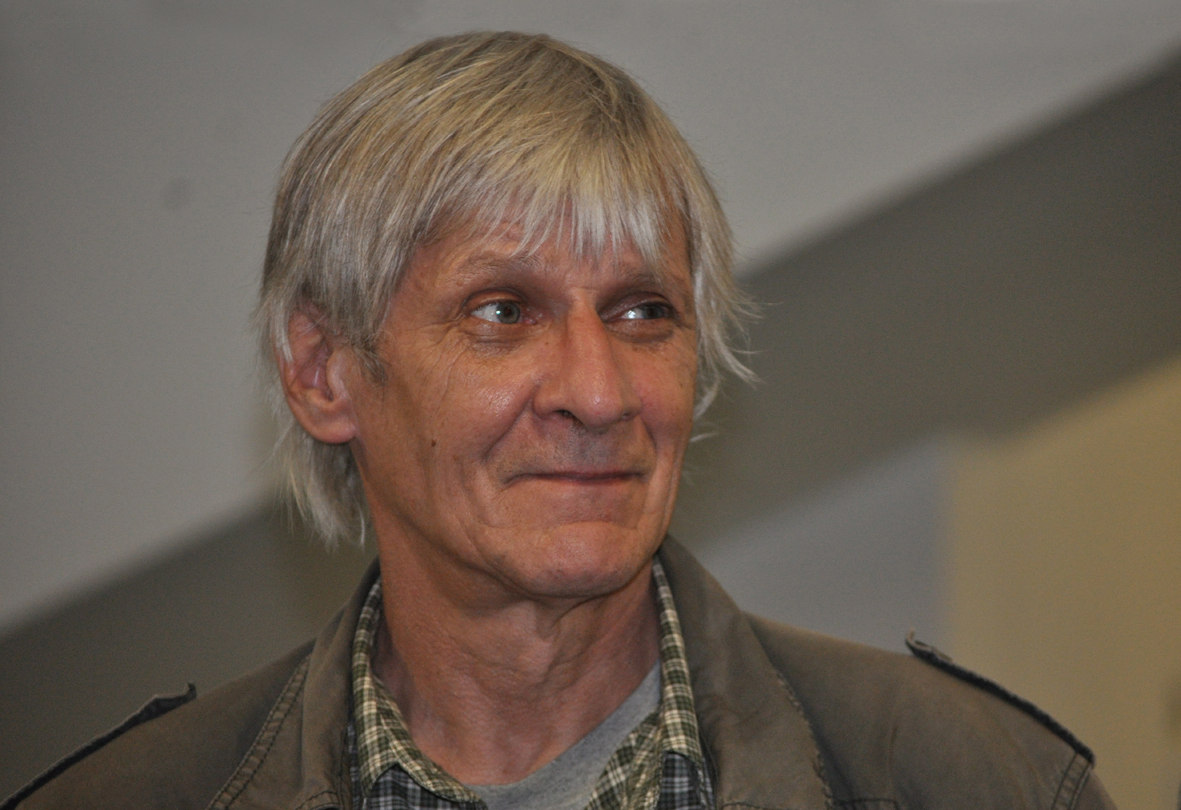
Hubert Riedel, 2013

Hubert Riedel (* 7. September 1948 in Berlin; † 31. Mai 2018 in Berlin) war ein deutscher Grafikdesigner, Kurator und Fachautor.

## Leben
Nach der Schule arbeitete Hubert Riedel zehn Jahre als Fräser und Disponent im Schwermaschinenbau. Ab 1965 beschäftigte er sich mit Kunst, ab 1967 besonders mit dem Werk des Plakatkünstlers Lucian Bernhard. 1974 wurde sein erstes Plakat Chile wird wieder Chile veröffentlicht, das international viel beachtet wurde. In der Zeit von 1975 bis 1986 war er Hausgrafiker der Berliner Stadtbibliothek. Seit 1987 arbeitete er freischaffend. Viele Jahre gestaltete er Plakate für Galerien und Museen. Er war sechsundzwanzig Mal in der Auswahl „Die 100 besten Plakate des Jahres“ vertreten und errang 1987 einen 2. Preis.
Nach 1990 gestaltete er unter anderem Plakate und Kataloge für das Institut für Auslandsbeziehungen. In deren Auftrag kuratierte er die Ausstellung Lucian Bernhard – Werbung und Design im Aufbruch des 20. Jahrhunderts, die seit 1999 in über 40 Ländern auf allen Kontinenten zu sehen war.
Plakate von Hubert Riedel befinden sich unter anderem im Bestand
- der Kunstsammlung der Akademie der Künste[3]
- des Deutschen Historischen Museums[4]
- der Brandenburgischen Kunstsammlung Cottbus[5]
- des Deutschen Plakat Museums Essen
- des Zürcher Museums für Gestaltung
- des Hamburger Museums für Kunst und Gewerbe
- der Münchner Neuen Sammlung und
- des Museums of International Poster in Osaka

## Ausstellungen (unvollständig)
Einzelausstellungen
- 1985 Berliner Stadtbibliothek, H. R. Plakate
- 1992 Berlin, Galerie im Scheunenviertel, aus stellungs wechsel
- 2008/09 Berlin, Galerie Mitte, H. R. 60 Plakate
- 2010 Luzern, Kapelle Rössligasse, Plakatfestival 10, H. R. Retrospektive
- 2015 Altranft, Oderbruch Museum[6]

Ausstellungsbeteiligungen
- 1975 Berlin, Museum für Deutsche Geschichte, Die besten Plakate des Jahres '74
- 1980, 1986 bis 1990 Warschau Galerie Zachęta, Internationale Plakat-Biennale
- 1986 Berlin, Ausstellungszentrum am Fernsehturm, Visuell '86
- 1987/1988: Dresden, X. Kunstausstellung der DDR (mit fünf Plakaten)
- 1988: Berlin, Ausstellungszentrum am Fernsehturm („Berliner Atelier ´88“)
- 1988 Berlin, Ausstellungszentrum am Fernsehturm, Plakate International
- 1988 Posen Museum Narodowe, Cultural Posters of European Socialist Countries
- 1988 und 1990 Neubrandenburg, Berlin, Wien, Haus für Kultur und Bildung / Berliner Stadtbibliothek / Galerie ZB, Plakate aus Berlin
- 1989  bis 1996 Lahti, Art Museum, VIII./IX./X./XV. Internationale Plakat-Biennale
- 1990 Paris, Grand Palais, IVe Salon international de l’Affiche et des Arts de la Rue
- 1990 Storrs (CT USA), Atrium Gallery, Posters: East/West Germany
- 1992 Ogaki / Tokyo / Osaka, Exhibition of German Posters 1992
- 1993 Cottbus, Brandenburgische Kunstsammlungen, Haufe Riedel Wallat Plakate
- 1994 Essen, Deutsches Plakat Museum, 7. Triennale Die besten Plakate 1990 bis 1993
- 2007 und 2011 Schwerin und Berlin, überklebt, Plakate aus der DDR
- 2018 Burg Beeskow, La beauté est dans la rue – Die Schönheit ist auf der Straße Plakate aus Frankreich, Polen und der DDR